# فرشته‌ماهی فیشر
فرشته‌ماهی فیشر (نام علمی: Centropyge fisheri) نام یک گونه از سرده فرشته‌ماهی‌های کوتوله است.